# Kielsterachterweg
De provinciale weg 385 (N385) of Kielsterachterweg is een provinciale weg in het zuidelijk deel van de provincie Groningen. De weg verbindt Hoogezand met de N33 ter hoogte van Bareveld en kreeg zijn naam van het dorp Kiel, later Kiel-Windeweer.
De weg is uitgevoerd als tweestrooks-gebiedsontsluitingsweg met een maximumsnelheid van 80 km/h. Tussen Bareveld en afslag Wildervank geldt over een afstand van ongeveer 700 meter een maximumsnelheid van 60 km/h.
Vanwege het karakter van de weg (een lange rechte weg) en door de verkeersdrukte staat de weg bekend als een waar veel ongelukken gebeuren. Deze situatie is de laatste jaren verbeterd door de aanleg van twee rotondes en de aanleg van een parallelweg tussen Hoogezand en Veendam. Ter hoogte van de spoorlijn Stadskanaal - Zuidbroek is een nieuwe onderdoorgang gemaakt ter vervanging van de 3.80 meter hoge onderdoorgang. In het dorp Wildervank is een rotonde gemaakt en bij de N33 zijn eveneens twee rotondes aangelegd.
N34 · N46 · N351 · N353 · N354 · N355 · N356 · N357 · N358 · N359 · N360 · N361 · N362 · N363 · N364 · N365 · N366 · N367 · N368 · N369 · N370 · N371 · N372 · N373 · N374 · N375 · N376 · N377 · N378 · N379 · N380 · N381 · N382 · N383 · N384 · N385 · N386 · N387 · N388 · N390 · N391 · N392 · N393 · N398

N851 · N852 · N853 · N854 · N855 · N856 · N857 · N858 · N860 · N861 · N862 · N863 · N865 · N910 · N913 · N917 · N918 · N919 · N924 · N927 · N928 · N962 · N963 · N964 · N966 · N967 · N969 · N972 · N973 · N974 · N975 · N976 · N977 · N978 · N979 · N980 · N981 · N982 · N983 · N984 · N985 · N986 · N987 · N988 · N989 · N990 · N991 · N992 · N993 · N994 · N995 · N996 · N997 · N998 · N999

Cursief vermelde wegen zijn voormalige provinciale wegen.